# 索明
51°11′49″N 24°20′8″E / 51.19694°N 24.33556°E
索明（烏克蘭語：Сомин），是烏克蘭的村落，位於該國西部沃倫州，由科韋利區負責管轄，始建於1288年，面積1.17平方公里，海拔高度188米，2001年人口252，人口密度每平方公里215.94人。